# Alexandra Elbakyan
Alexandra Asanovna Elbakyan (tiếng Nga: Алекса́ндра Аса́новна Элбакя́н) là một lập trình viên người Kazakhstan, người tạo ra trang web Sci-Hub, được xem là một "cướp biển lẩn trốn" trên Internet" & "Nữ hoàng cướp biển trong khoa học". Tạp chí Nature đã liệt kê cô vào năm 2016 là Top 10 người có ảnh hưởng đến khoa học, Ars Technica so sánh cô như là Aaron Swartz, và The New York Times đã so sánh cô với Edward Snowden.

## Tiểu sử
Elbakyan sinh ra ở Almaty, Cộng hòa Xã hội chủ nghĩa Xô viết Kazakhstan vào ngày 06 tháng 11 năm 1988. Cô có gốc gác từ Armenia, Slav, và châu Á. Elbakyan thực hiện các nghiên cứu đại học ở Almaty, nơi cô phát triển các kỹ năng hack máy tính. Một năm làm việc trong lĩnh vực An ninh mạng ở Nga đã cho cô các khoản tài chính để tới Freiburg vào năm 2010 để làm việc cho một dự án giao diện não-máy tính, và cô phát triển sự hứng thú với triết học siêu nhân học, dẫn dắt cô tới một khóa thực tập mùa hè tại học viện Công nghệ Georgia ở Hoa Kỳ, để theo học "Khoa học thần kinh và nhận thức". Năm 2009, cô nhận bằng Cử nhân Khoa học Khoa học máy tính từ đại học Satbayev, với chuyên đề về an toàn thông tin.
Cô bắt đầu dự án Sci-Hub khi trở về Kazakhstan năm 2011, được phóng viên John Bohannon tạp chí Science mô tả là "một hành động đầy cảm hứng của lòng vị tha hay là một tội phạm của doanh nghiệp lớn, tùy thuộc vào người bạn hỏi." Theo một vụ kiện được đưa ra ở Hoa Kỳ bởi nhà xuất bản Elsevier, Elbakyan hiện phải ẩn nấp do nguy cô bị dẫn độ; Elsevier ban hành lệnh cấm chống lại cô với 15 triệu USD bồi thường.
Theo cuộc phỏng vấn năm 2016, nghiên cứu khoa học thần kinh của cô bị trì hoãn, nhưng Elbakyan đã đăng ký vào một chương trình Thạc sĩ lịch sử khoa học tại một "đại học tư có quy mô nhỏ" ở một địa điểm chưa được tiết lộ. Đề tài luận văn của cô là về truyền thông khoa học. Vào tháng 12 năm 2016, Nature Research liệt kê cô là một trong những người có mặt trong danh sách Nature 10.
Elbakyan và Sci-Hub lần nữa lại dính đến vụ kiện năm 2017, lần này là Hiệp hội Hóa học Hoa Kỳ. ACS kiện trang web vì các vi phạm bản quyền, thương hiệu, và chuyển đổi. Cuối năm, tòa án phán quyết ủng hộ ACS, phạt Sci-Hub $4,800,000 USD vì tổn hại đã gây ra.
Vào tháng 12 năm 2019, tờ Washington Post báo cáo rằng Elbakyan đang bị Bộ Tư pháp Hoa Kỳ điều tra.

## Quan điểm và tranh cãi
Elbakyan tuyên bố rằng cô được truyền cảm hứng bởi các lý tưởng của chủ nghĩa cộng sản, mặc dù cô không cho mình là một người theo chủ nghĩa Marx. Cô ủng hộ một nhà nước mạnh mẽ có thể đứng vững trước thế giới phương Tây, và cô không muốn "các nhà khoa học Nga và người Kazakhstan bản địa của cô phải chia sẻ các định mệnh tương tự như các nhà khoa học Iraq, Libya, và Syria, được sự "giúp đỡ" của Hoa Kỳ để trở nên dân chủ hơn."
Đặc biệt, Elbakyan chỉ trích mạnh mẽ tổ chức quỹ Dynasty Foundation trước kia và các hình tượng liên quan, tin rằng tổ chức bị chính trị hóa, gắn chặt với việc phản đối Vladimir Putin ở Nga, và phù hợp với định nghĩa hợp pháp của một "cơ quan nước ngoài" ở Nga; nhà sáng lập Dynasty, theo quan điểm của cô, là đã tài trợ cho những nhà nghiên cứu có quan điểm chính trị tương đồng với Dynasty. Elbakyan cho rằng sau khi cô bắt đầu điều tra các hoạt động của quỹ và xuất bản các bằng chứng tìm thấy, cô trở thành mục tiêu của một chiến dịch quấy rối mạng (cyberharassment) do những người ủng hộ Dynasty thực hiện.
Năm 2017, một loài ong bắp cày ký sinh (parasitoid wasp) được khám phá bởi các nhà côn trùng học Nga và Mexico được đặt tên cho Elbakyan (Idiogramma elbakyanae). Elbakyan cho rằng đã bị xúc phạm vì điều này, cô viết, "Nếu bạn phân tích tình huống với các ấn bản khoa học, các ký sinh trùng thật sự là các nhà xuất bản khoa học, và Sci-Hub, ngược lại, chiến đấu về sự bình đẳng truy cập đến thông tin khoa học." Theo sự kiện này, và trong bối cảnh việc các mối quan hệ căng thẳng kéo dài của cô với người theo chủ nghĩa tự do, cánh thân phương Tây ở cộng đồng khoa học Nga, cô đã khóa truy cập tới Sci-Hub với các người dùng từ Nga.
Việc truy cập vào Sci-Hub từ Nga sau đó được khôi phục và Elbakyan đã nói trong cuộc phỏng vấn rằng nhiều người hâm mộ đã liên hệ và thuyết phục cô "rằng quan điểm của cái gọi là 'các nhà phổ biến khoa học', những người tấn công cô trên Internet không thể xem là quan điểm của cộng đồng khoa học." Nhà côn trùng học người Nga chịu trách nhiệm cho việc đặt tên Elbakyan cho loài "ong bắp cày" đã tuyên bố ủng hộ Sci-Hub, và trong bất cứ sự kiện nào, cái tên không phải là một sự sỉ nhục, đặc biệt các parasitoid gần với việc săn mồi hơn là các loài ký sinh.
Elbakyan là một người ủng hộ mạnh mẽ phong trào truy cập mở và tuyên bố rằng sự mệnh của Sci-Hub phù hợp hoàn toàn với phong trào. Cô tranh cãi rằng các trang web như Sci-Hub là một phần của những người đề xuất cho mục tiêu Open Access đang phấn đấu. Elbakyan tin rằng thông qua phong trào Open Access, người dân có thể tiếp cận nhiều thông tin hơn.
Năm 2018, Elbakyan đã hỏi những người ủng hộ Sci-Hub về việc gia nhập Pirate Party để đấu tranh cho các luật bản quyền phải được thay đổi.
Vào tháng 12 năm 2019, có báo cáo cho rằng Bộ trưởng Tư Pháp Hoa Kỳ đang điều tra Elbakyan với các tình nghi có quan hệ với lực lượng tình báo quân đội Nga, GRU, để đánh cắp các hợp đồng quốc phòng bí mật của quân đội Hoa Kỳ. Elbakyan phủ nhận điều này, nói rằng Sci-Hub "có bất cứ cách nào liên hệ với tình báo Nga hay bất cứ quốc gia nào khác," nhưng lưu ý rằng "tất nhiên, có thể có những trợ giúp gián tiếp. Giống như với việc làm từ thiện, bất cứ ai cũng có thể gửi tiền từ thiện; và những người gửi hoàn toàn vô danh, vì vậy tôi không biết chính xác ai đang từ thiện cho Sci-Hub."

## Công trình nghiên cứu
- Elbakyan, Alexandra (ngày 24 tháng 2 năm 2016). "Why Sci-Hub is the true solution for Open Access: reply to criticism".
- Elbakyan, Alexandra (ngày 20 tháng 5 năm 2016). "Why Science is Better with Communism? The Case of Sci-Hub". Open Access Symposium 2016, University of North Texas.
- Elbakyan, Alexandra (ngày 2 tháng 7 năm 2017). "Elbakyan's correction of Wikipedia article".
- Elbakyan, Alexandra (2019), Александра Элбакян (sci-hub.tw/alexandra) (bằng tiếng Nga) (tự truyện)